# Пий Август Баварский
Пий Август Баварский (нем. Pius August in Bayern; 2 августа 1786, Ландсхут — 3 августа 1837, Байройт) — герцог Баварский из Пфальц-Цвейбрюккен-Биркенфельдской линии.

## Биография
Пий Август — третий ребёнок в семье герцога Вильгельма Баварского и его супруги Марии Анны Цвейбрюккен-Биркенфельдской (1753—1824), дочери герцога Фридриха Михаэля Цвейбрюккен-Биркенфельдского.
Пий Август имел звание генерал-майора королевской баварской армии и являлся шефом 8-го пехотного полка в Байрейте. Ни Пий Август, ни его супруга не оказывали особого влияния на воспитание их единственного сына Максимилиана, которым занимался его дед Вильгельм. Пий был известен как холерик и мизантроп: он мог наброситься на человека прямо на улице и избить до потери сознания, за что неоднократно сидел в тюрьме.
В 1815 году Пий был избран почётным членом Баварской академии наук. Умер в 51 год в Байрейте, где прожил большую часть жизни в уединении. Похоронен в монастыре Банц.

## Потомки
26 мая 1807 года Пий Август женился в Брюсселе на Амалии Луизе (1789—1823), дочери герцога Людвига Марии Аренбергского. У супругов родился сын
- Максимилиан Иосиф (1808—1888) — герцог Баварский, в 1828 году женился на Людовике Баварской.